# Кордюково
Кордюко́во (рос. Кордюково) — село у складі Верхотурського міського округу Свердловської області.
Населення — 562 особи (2010, 621 у 2002).
Національний склад населення станом на 2002 рік: росіяни — 96 %.